# Пирофосфат магния
Пирофосфат магния — неорганическое соединение,
соль магния и пирофосфорной кислоты с формулой Mg2P2O7,
бесцветные кристаллы,
не растворяется в воде,
образует кристаллогидраты.

## Получение
- При нагревании гидроортофосфат магния переходит в пирофосфат:

{\displaystyle {\mathsf {2MgHPO_{4}\ {\xrightarrow[{-H_{2}O}]{>250^{o}C}}\ Mg_{2}P_{2}O_{7}}}}

## Физические свойства
Пирофосфат магния образует бесцветные кристаллы
моноклинной сингонии,
пространственная группа B 21/c,
параметры ячейки a = 1,3198 нм, b = 0,8295 нм, c = 0,9072 нм, β = 104,9°, Z = 8
.
Не растворяется в воде.
Образует кристаллогидраты состава Mg2P2O7•n H2O, где n = 1, 2, 3, 3,5  и 6.